# 竹内都子
竹内 都子（たけうち みやこ、1962年2月5日 - ）は、日本のお笑い芸人、女優、声優、タレント、リポーターである。お笑いコンビ「ピンクの電話」のツッコミ担当。本名、菅原 都子（すがわら みやこ）。旧姓、竹内。愛称は、みやちゃん。
大阪府吹田市出身。石井光三オフィス所属。大阪府立千里高等学校卒業。大阪芸術大学芸術学部舞台芸術学科演技演出専攻中退。夫は俳優の菅原大吉。夫との間に子供はいない。

## プロフィール
高校時代は卒業も危ぶまれていたが、教師から「もし、大学に入ったら逆立ちして校庭を回ったる」と言われ、猛勉強の末に大阪芸術大学舞台芸術学科に現役合格。しかし、資格が取れないと知って中退。
新劇の本多スタジオを経て、1984年に劇団七曜日に入団。
1986年、同期の清水よし子と「ピンクの電話」を結成。
肥えた体型が特徴で、一時期はたかの友梨のエステでダイエットに成功してスリムな体型になったが、のちにリバウンドしている。
単独での活動も多く、リポーター・バラエティー・舞台出演も行う。リポーターとして日本全国を旅している経験から、食に関しての知識が豊富。自身の趣味を生かしたお取り寄せグルメ本『みやちゃんの 一度は食べたい極旨お取り寄せ』（ブックマン社）を出版するなど、食のコメンテーターとしても活躍。
2005年4月から大幅リニューアルされたテレビ朝日系列のアニメ『ドラえもん』のドラえもん役のオーディションに参加して落選するも、制作スタッフから「芝居の安定感がジャイアンの母が持つ厳しさ、優しさ、ユーモアなどの幅広さに向いている」ということでジャイアンの母役に抜擢された（テレビ朝日版としては青木和代に代わり2代目であり、4月29日から出演）。
ローリング・ストーンズのミック・ジャガーの熱狂的なファンであることを公言している。
神奈川県横浜市在住（自身のTwitterより）。

## 出演

### テレビ番組
- オレたちひょうきん族
- 朝だ!生です旅サラダ（ - 2009年3月）
- ものまね王座決定戦
- ザ!世界仰天ニュース
- おしゃれ工房
- みやちゃんの極ウマお取り寄せ旅気分（旅チャンネル）
- 土曜スペシャル
- PON!（「PON!PON!ポシュレ」担当）
- ドラえもん50周年「夢いっぱいの“ひみつ道具”がここまで実現！」（2020年1月2日、NHK）

### 映画
- 不良少年（ヤンキー）の夢（2005年） - 滝本知子 役
- 20世紀少年（東宝） - 市原節子 役
  - 第1章 終わりの始まり（2008年）
  - 最終章 ぼくらの旗（2009年）
- エクレール・お菓子放浪記（2011年5月21日、マジックアワー）
- ハラがコレなんで（2011年11月5日、ショウゲート） - 原早苗 役
- 箱入り息子の恋（2013年6月8日、キノフィルムズ） - 天雫家の隣人 役
- 団地（2016年6月4日、キノフィルムズ） - 東 役
- 半世界（2019年2月15日、キノフィルムズ） - 岩井麻里 役
- 高野豆腐店の春（2023年8月18日、東京テアトル） -  金森早苗 役[8]

### テレビドラマ
※太字は主演。
- 月曜ドラマランド「いたずらスチュワーデス!」（1985年、フジテレビ） - 小菊 役
- 代紋TAKE2（1993年 - 1997年、NTV） - 美也子 役
- 鬼平犯科帳 第8シリーズ 第5話「はぐれ鳥」（1998年、フジテレビ） - お照 役
- 土曜ワイド劇場
  - 「ダイエット三姉妹の旅情事件簿」（1998年 - 2001年、朝日放送） - 柳奈加子 役
  - 「終着駅シリーズ30」（2016年） - 田辺和子 役
- 火曜サスペンス劇場「女弁護士・高林鮎子22」（1998年、日本テレビ） - 野村小百合 役
- 月曜ミステリー劇場→月曜ゴールデン（TBS）
  - 「世直し公務員 ザ・公証人シリーズ」（2002年 - 2009年） - 稲葉里美 役
  - 「万引きGメン・二階堂雪16」（2007年12月24日）
  - 「オバベン -京都ふたりの女弁護士-」（2013年6月24日） - 住吉豊子 役
- はぐれ刑事純情派 第15シリーズ 第25話（2002年） - 斉藤孝子 役
- 愛の劇場「一攫千金夢家族シリーズ」（2002年 - 2003年、TBS） - 秋山恵子 役
- 女と愛とミステリー
  - 「京都グルメ旅行殺人事件」（2002年） ‐ 村上レミ 役
  - 「不倫調査員・片山由美5」（2004年） - 石田みどり 役
- ドラマ30 家族善哉（2006年、毎日放送） - 石井咲子 役
- 水曜ミステリー9（テレビ東京）
  - 「不倫調査員・片山由美10」（2008年） - 柴田美佐子 役
  - 「葬儀屋松子の事件簿」（2013年 - ） - 小嶋歌子 役
- 必殺仕事人2009 第16話「食品偽装」（2009年5月15日、朝日放送） - 客 役
- 赤かぶ検事 京都篇 第7話「不遜のアリバイ」（2010年2月24日、TBS）
- 水戸黄門 第42部 第20話「温泉宿の印籠泥棒! -碓氷峠-」（2011年3月7日、TBS） - とら 役
- 連続テレビ小説（NHK）
  - 「カーネーション」（2012年） - 山口孝枝 役
  - 「まんぷく」（2018年） ‐ 井坂八重 役
- そんなこんなで女は走る（2012年3月17日、東海テレビ）
- プレミアムよるドラマ「お父さんは二度死ぬ」（2013年6月1日 - 22日、NHK BSプレミアム） - 並木 役
- ドラマ10「紙の月」（2014年1月7日 - 2月4日、NHK） - 川口栄子 役
- 木曜ドラマ劇場「Dr.DMAT」 第2話（2014年1月17日、TBS） - 伸江 役
- プレミアムドラマ「終の棲家」（2014年7月20日・27日、NHK BSプレミアム） - 水谷弥生 役
- まっしろ（2015年1月13日 - 3月17日、TBS） - 川本慶子 役
- 科捜研の女 第15シリーズ 第13話（2016年2月25日、テレビ朝日） - 菊丸（関田陽子） 役
- 私 結婚できないんじゃなくて、しないんです 第2話（2016年4月22日、TBS） - 弁当屋のおばちゃん 役
- 日曜ワイド 「家裁調査官・山ノ坊晃2」（2017年） ‐ 松沼あかね 役
- 99.9-刑事専門弁護士- SEASON II 最終話（2018年3月18日、TBS） - 久世直美 役
- この世界の片隅に（2018年） ‐ 知多ハル 役
- 乱反射 (小説)（2018年） ‐ 斉木さん 役
- 主婦カツ!（2018年） ‐ 安田ゆかり 役
- 相棒 season17 第12話（2019年1月23日、テレビ朝日） - 工藤幾代 役
- 森村誠一ミステリースペシャル 終着駅シリーズ36 雪の螢（2020年1月9日、テレビ朝日） - 田村松子 役
- オリバーな犬、 (Gosh!!) このヤロウ（NHK総合） -  青葉純子 役
  - シーズン1（2021年9月17日 - 10月1日）[9]
  - シーズン2（2022年9月20日 - 10月4日） [10]
- グランマの憂鬱（2023年） - メイ 役
- さよならマエストロ〜父と私のアパッシオナート〜 第3話（2024年） - 森笑子 役[11]
- 燕は戻ってこない（2024年） - 家政婦・杉本 役

### 配信ドラマ
- 全裸監督2（2021年6月24日 全話配信、Netflix） - 記者 役
- 孤独のグルメ〜美味しいけどホロ苦い…井之頭五郎の災難〜 「相席編」（2022年3月31日、Paravi / 4月1日、ひかりTV） - おばさん客 役[12]

### 舞台
- 太陽に灼かれて（2011年7月 - 8月、天王洲 銀河劇場 他）
- イト　ランズ　スルー　イット（parco劇場）
- ザ☆ミュージックマン（新国立劇場・芸術劇場・他）
- 國語元年（紀伊国屋サザンシアター）
- 台所太平記（明治座）
- だいこん役者（新歌舞伎座）
- 氷川きよしの「ねずみ小僧」（明治座）
- 夫婦漫才（博多座。新歌舞伎座・シアター1010）
- ↓夫婦印プロデュース公演↓
- 満月（シアタートップス）
- 月夜の告白（シアタートップス）
- 月とすっぽん（シアター711）
- ↓内藤みちよ一座↓
- 月に浮かぶ満月（2018年4月、座・高円寺）
- みんながらくた（2021年2月 - 3月、本多劇場）
- 満月〜平成親馬鹿物語〜（2024年8月 - 9月、伝国の杜 置賜文化ホール 他）[13]
- 更地21（2025年5月 - 6月〈予定〉、下北沢ザ・スズナリ）[14]

### テレビアニメ
- 夢のクレヨン王国（1997年9月7日 - 1999年1月31日） - キラップ女史 役
- ドラえもん（テレビ朝日版第2期）（2005年4月29日 - ） - ジャイアンのママ 役[15]

### 劇場版アニメ
- 映画ドラえもん（2009年 - ） - ジャイアンのママ 役
  - 新・のび太の宇宙開拓史（2009年3月7日）[16]
  - STAND BY ME ドラえもん（2014年8月8日）
  - のび太の宇宙英雄記（2015年3月7日）
  - 新・のび太の日本誕生（2016年3月5日）

### 吹き替え
- ミート・ザ・フィーブル 怒りのヒポポタマス（1989年） - サマンサ 役

### ラジオ
- まいどあり〜。(FMヨコハマ)
- いいものテンミニッツ！(FMヨコハマ、文化放送)
- 旬!SHUN!ピックアップ（全国AM / FM数局）
- Buy Now（全国AM/FM数局）
- みやちゃん・あつしの南米便り
- 竹内都子の聞きかじり・生かじり（ラジオ大阪他）
- あかさか得得ショッピング（TBSラジオ）

### CM
- 森永製菓
  - おいしいコラーゲンドリンク
  - おいしい青汁